# Godis

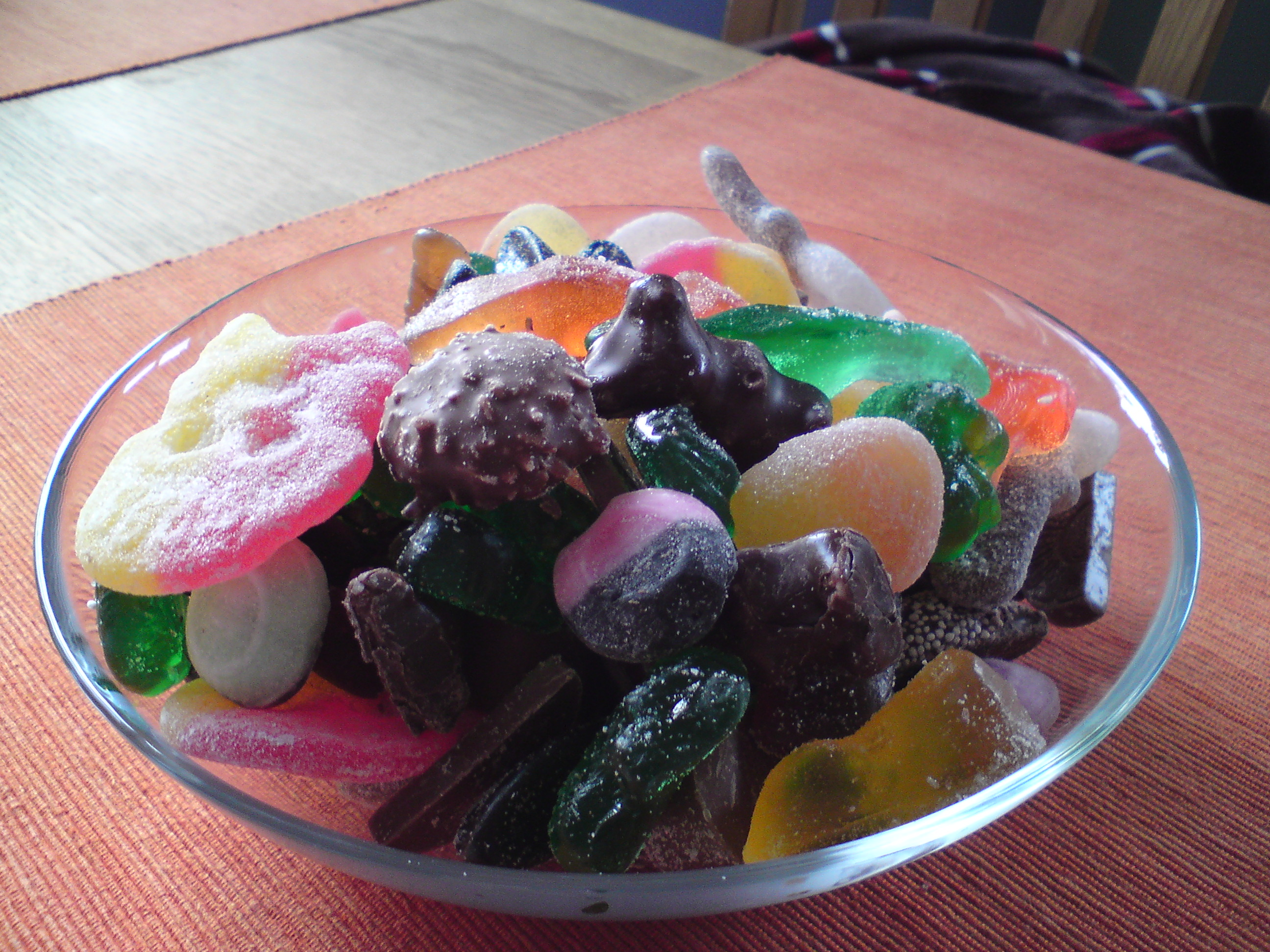
En skål med blandat godis i Sverige.

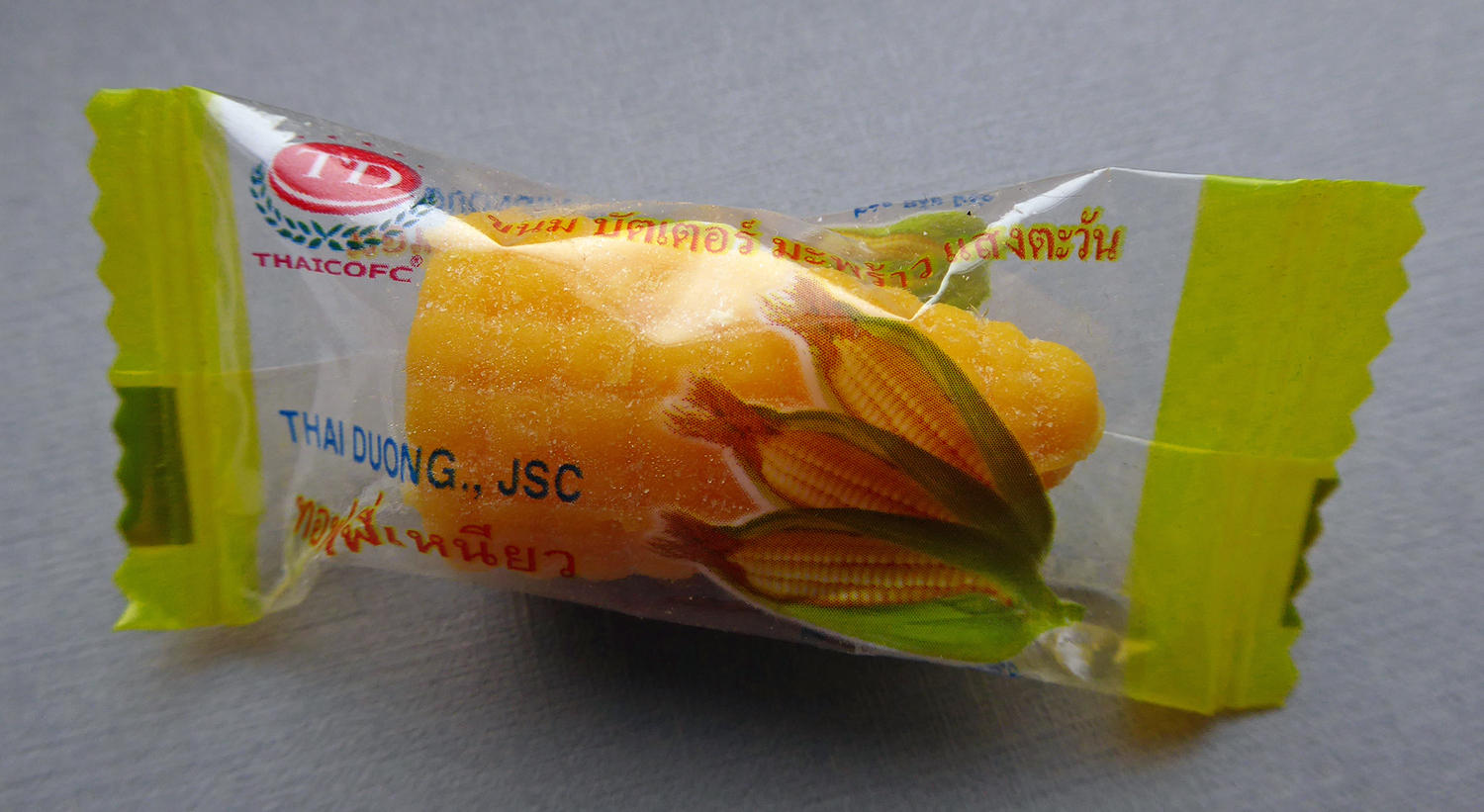
Thailändskt majsgodis.

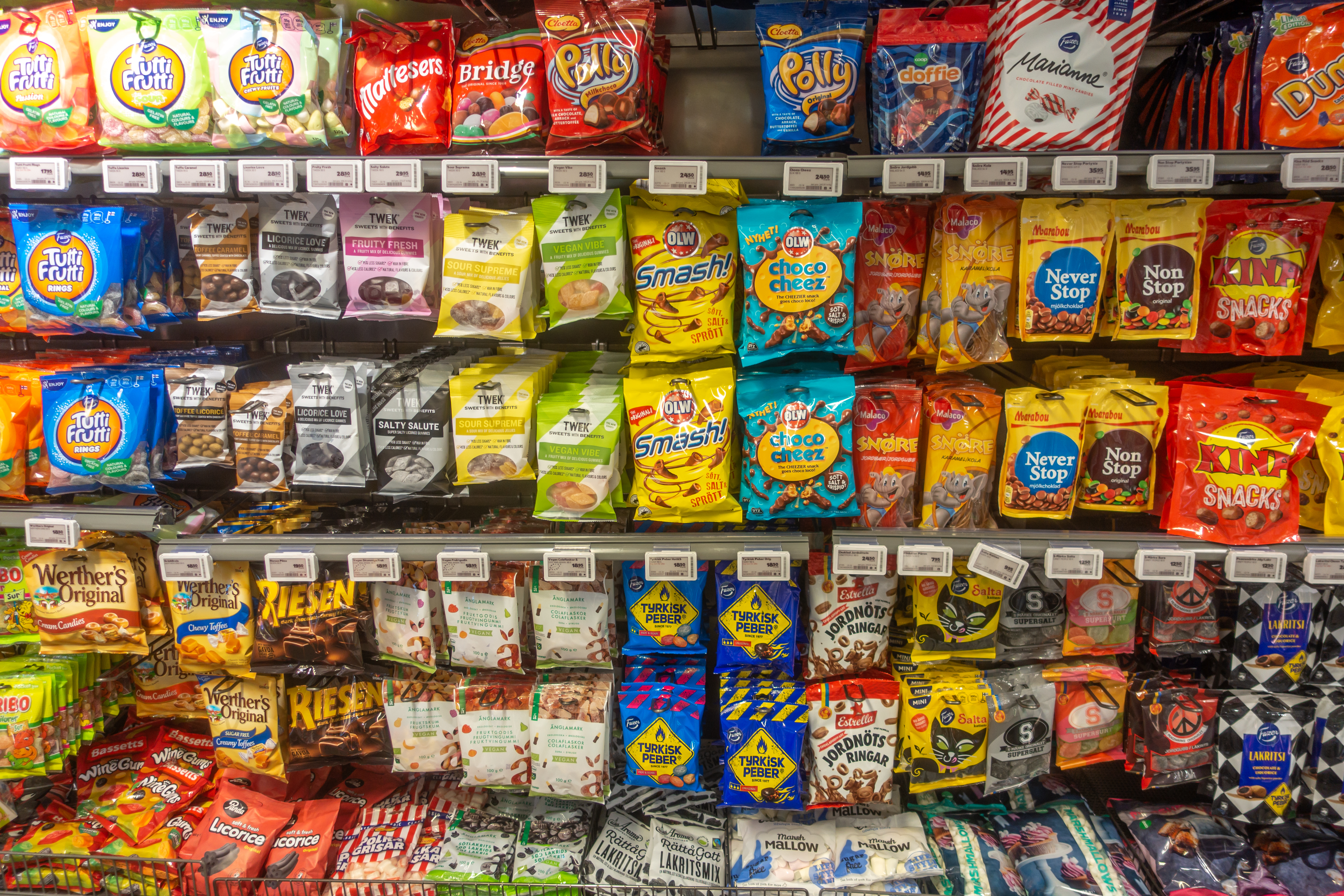
Godishyllor i livsmedelsbutik i Stockholm.

Godis eller snask är en typ av livsmedel som är avsedd enbart för njutning.

## Historia

### Etymologi
Ordet kan härledas från "god" och "gott", eller "godsaker". Enligt Svenska Akademiens ordbok (SAOB) finns det belägg för att ordet använts från 1887 i betydelsen "godsaker", som har en vidare betydelse. Ordet godis var länge främst barnspråk men har utvecklats till ett allmänt vardagligt ord för sötsaker. Det används även i politiska sammanhang, exempelvis om frikostiga politiska löften. Bildligt förekommer det i exempelvis sammansättningen örongodis som betyder "behagligt att lyssna på".
Godsaker har en längre historia, vilket i Gamla Egypten kunde bestå av frukt, nötter och honung i en blandning eller i dåtidens Grekland av honungskanderade frukter och blommor. "Godis" används även i sammansättningar, som till exempel godisgris, godismonster, godisregn, julgodis, påskgodis, lördagsgodis och lösgodis.

### Sverige
Godistillverkningen i Sverige startade efter att chokladdrycken fått uppmärksamhet. Under 1600-talet spreds kunskapen att raffinera socker i Europa och under 1700-talet började apoteken att producera kandisocker (även kallat bröstsocker). Det bestod av kristalliserade sockerlösningar smaksatta med kryddor. Eftersom socker var dyrt och exklusivt riktade det sig till förmögna. Apotekens monopol på karameller stod sig fram till slutet av 1800-talet, då den skånska sockerbetsproduktionen tog fart och godisfabriker kom till. År 1872 började Cloetta tillverka chokladkakor och praliner i en fabrik. I början av 1900-talet blev godistillverkningen storskalig och godisförsäljningen till allmänheten tog fart. De första decennierna på 1900-talet var det främst gräddkola som gällde, sedan kom tillverkning av skumgodis och gelégodis på 1930-talet. Tillverkarna experimenterade med former och många finns ännu kvar, som geléhallon, sega råttor, geléhjärtan, gröna grodor och verktygsformade godisbitar.
På 1940-talet var dålig tandhälsa vanligt i Sverige och i stort sett alla hade haft karies. Vipeholmsexperimenten påbörjades i Lund, vilka gav upphov till ordet lördagsgodis och att godisätandet i Sverige koncentrerades till just lördagar, i synnerhet för barn.
Fler godissorter kom till under följande decennier och på 1980-talet blev det möjligt med självplock av lösgodis efter att Livsmedelsverket rekommenderade Hälsovårdsnämnden att tillåta det under vissa förutsättningar.

## Tillverkning
Världens största tillverkare av godis är amerikanska Mars Incorporated följd av Mondelez International. Andra stora bolag är Bimbo (Mexiko), Nestlé, Hershey's och Ferrero. Större tillverkare i Sverige är Marabou (Mondeléz International) och Cloetta (omfattar varumärken som Malaco och Ahlgrens). Toms-Webes har flyttat tillverkningen till Danmark.

## Konsumtion
Godis förekommer ofta vid olika typer av firande eller uppvaktningar, inte minst under storhelger. Förutom julen brukar godis förknippas dels med påsken (påskägg och påskkärringar) och Halloween (bus eller godis). På Alla hjärtans dag kan man ge godis som gåva till någon som man tycker om. I många länder brukar man även ge godis i julstrumpan. Urvalet av godis har blivit större.

### Sverige
Konsumtionen av godis har fördubblats i Sverige mellan 1970-talet och det första decenniet under 2000-talet Därefter minskade godiskonsumtionen fram till 2020-talet. Uppgången i slutet av 1900-talet skedde i synnerhet när självplock av lösgodis blev vanligt i de flesta livsmedelsbutiker och kiosker under 1980-talets mitt, sedan tidigare regler emot detta hade lättats.
Vid storhelger ökar godisätandet ytterligare, och vid under 2010-talet var påsken ledande godishelg tätt följd av Halloween och julen. År 2009 åt svenskarna 17 kilo godis per person och år, vilket var mest i världen och dubbelt så mycket som genomsnittet i EU.

## Hälsa och debatt
Godis innehåller i allmänhet rikligt med socker och många kalorier men få näringsämnen. Omfattande konsumtion av godis kan leda till att kroppen inte får i sig tillräckligt med näring eller utvecklar övervikt och fetma. Generella myndighets- och läkarråd i Sverige är att begränsa intaget av godis och andra sötsaker, särskilt sötad dryck såsom läskedrycker.
Debatt och larm om tillsatser, som färg- och smakämnen har förekommit.

## Vegetarianism
Segt godis har ofta en animalisk ingrediens, gelatin. Det animaliska färgämnet karminsyra, som även benämns E120, förekommer i bland annat rött och rosa godis.

## Klimatpåverkan
Godis och chips har visat sig vara dåliga för miljön, och allra värst är skumgodis följt av gelégodis och mjölkchoklad. En påse skumgodis har lika stor klimatpåverkan som en portion fläskkött. Detta enligt en studie av SIK (Institutet för Livsmedel och Bioteknik) på uppdrag av Livsmedelsverket.

## Exempel på godissorter
- Choklad
  - Praliner
- Dragé
- Gelé
  - Gelébjörnar
  - Geléhallon
  - Godisnappar
  - Sega råttor
  - Vingummi
- Karameller
  - Polkagris
- Klubba
- Knäck
- Kola
- Lakrits
  - Saltlakrits
- Marsipan
- Skumgodis
  - Marshmallow
- Tuggummi

## Djurgodis

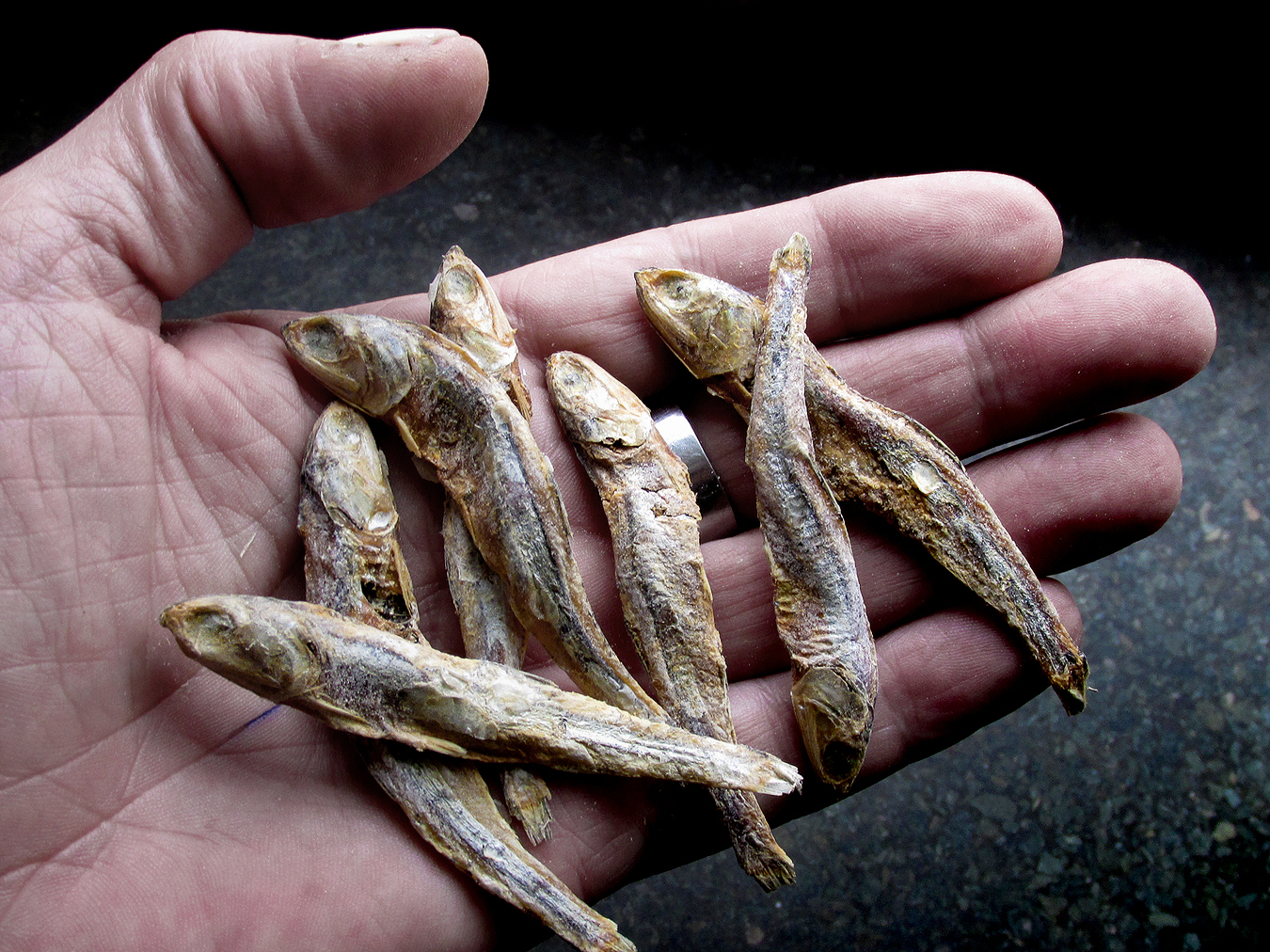
Torkad nors, ett godis till katter.

Det finns särskilt godis för sällskapsdjur som säljs i djurtillbehörsbutiker och till viss del i livsmedelsaffärer. Exempel på djurgodis är torkade grisöron till hundar. Ordet hundgodis finns med i Svenska Akademiens ordlista över svenska språket (publicerad 2015).